# Federico Cornaro
Federico Baldissera Bartolomeo Cornaro, född 16 november 1579 i Venedig, död 5 juni 1653 i Rom, var en italiensk kardinal och ärkebiskop.

## Biografi
Han var son till dogen Giovanni I Cornaro och dennes hustru Chiara Delfino. Cornaro studerade först i Rom och senare vid universitetet i Padua. Den 7 april 1623 vigdes Cornaro till biskop av Bergamo. År 1626 upphöjde påve Urban VIII honom till kardinalpräst med Santa Maria in Traspontina som titelkyrka. 
År 1632 utnämndes Cornaro till patriark av Venedig. År 1639 var han camerlengo. Han avslutade sin kyrkliga karriär som kardinalbiskop av Albano 1652.
Cornaro uppdrog 1647 åt Bernini att utföra ett gravkapell i kyrkan Santa Maria della Vittoria i Rom. I detta kapell, benämnt Cappella Cornaro, återfinns bland annat Berninis skulpturgrupp Den heliga Teresas extas.